# Mokumea parvula
Mokumea parvula is een slakkensoort uit de familie van de Columbellidae. De wetenschappelijke naam van de soort is voor het eerst geldig gepubliceerd in 1951 door Viader.